# 400 mètres haies féminin aux championnats du monde d'athlétisme 2001
Navigation
Séville 1999 Paris 2003
L'épreuve du 400 mètres haies féminin des championnats du monde d'athlétisme 2001 s'est déroulée du 5 au 8 août 2001 au stade du Commonwealth d'Edmonton, au Canada. Elle est remportée par la Marocaine Nezha Bidouane.

## Résultats

### Finale
| Rang               | Couloir | Athlète             | Pays       | Temps   | Notes |
| ------------------ | ------- | ------------------- | ---------- | ------- | ----- |
| Médaille d'or      | 4       | Nezha Bidouane      | Maroc      | 53 s 34 | WL    |
| Médaille d'argent  | 5       | Yuliya Pechonkina   | Russie     | 54 s 27 |       |
| Médaille de bronze | 3       | Daimí Pernía        | Cuba       | 54 s 51 |       |
| 4                  | 6       | Tonja Buford-Bailey | États-Unis | 54 s 55 |       |
| 5                  | 1       | Debbie-Ann Parris   | Jamaïque   | 54 s 68 |       |
| 6                  | 7       | Ionela Tirlea       | Roumanie   | 55 s 36 |       |
| 7                  | 8       | Deon Hemmings       | Jamaïque   | 55 s 83 |       |
| 8                  | 2       | Sandra Glover       | États-Unis | 57 s 42 |       |

## Légende
Records et Performances
- AR : Record continental (area record)
- CR : Record des championnats (championship record)
- MR : Record du meeting (meet record)
- NR : Record national (national record)
- OR : Record olympique (olympic record)
- PR : Record paralympique (paralympic record)
- PB : Record personnel (personal best)
- SB : Meilleure performance personnelle de la saison (season's best)
- WL : Meilleure performance mondiale de l'année (world leader)
- WJR : Record du monde junior (world junior record)
- WR : Record du monde (world record)

Circonstances et Conditions
- DNF : N'a pas terminé (did not finish)
- DNS : N'a pas pris le départ (did not start)
- DQ : Disqualification (disqualification)
- NM : Aucun essai valable enregistré (No Mark)
- Q : Qualifié « directement » au prochain tour (ou à la prochaine compétition), lors d'une compétition majeure, grâce au classement ou à la réalisation des minima (automatic qualifier)
- q : Qualifié au prochain tour (ou à la prochaine compétition), lors d'une compétition majeure, grâce au repêchage ou à la réalisation de l'une des meilleures performances parmi celles des « non qualifiés directement » (grâce au meilleur temps ou à la meilleure distance par exemple) (secondary qualifier)